# Пакарайма
Пакарайма (порт. Pacaraima) — муниципалитет в Бразилии, входит в штат Рорайма. Составная часть мезорегиона Север штата Рорайма. Входит в экономико-статистический микрорегион Боа-Виста. Население составляет 10 433 человека на 2010 год. Занимает площадь 8 028,483 км². Плотность населения — 1,30 чел./км².
Праздник города — 17 октября.

## История
Город основан в 1995 году.

## Границы
Муниципалитет граничит:	
- на востоке — муниципалитет Уйрамутан,Нормандия
- на юге — муниципалитет Боа-Виста
- на юго-западе — муниципалитет Амажари
- на северо-западе — Венесуэла

## Демография
Согласно сведениям, собранным в ходе переписи 2010 г. Национальным институтом географии и статистики (IBGE), население муниципалитета составляет:			
| Полное население                               | Полное население                               | Полное население                               | Полное население                               | 20 433 |
| ---------------------------------------------- | ---------------------------------------------- | ---------------------------------------------- | ---------------------------------------------- | ------ |
| в том числе:                                   | Городское население                            | 15 514                                         | Процент городского населения, %                | 43,27  |
|                                                | Сельское население                             | 5 919                                          | Процент сельского населения, %                 | 56,73  |
|                                                | Мужское население                              | 7 408                                          | Процент мужского населения, %                  | 51,84  |
|                                                | Женское население                              | 7 025                                          | Процент женского населения, %                  | 48,16  |
| Плотность населения, чел/км²                   | Плотность населения, чел/км²                   | Плотность населения, чел/км²                   | Плотность населения, чел/км²                   | 1,30   |
| Население муниципалитета в % к населению штата | Население муниципалитета в % к населению штата | Население муниципалитета в % к населению штата | Население муниципалитета в % к населению штата | 2,32   |

По данным оценки 2015 года население муниципалитета составляет 11 908 жителей.

## Важнейшие населенные пункты
| №  | Населённый пункт | Населённый пункт (порт.) | Категория         | Население чел. (2010) (место среди н.п. штата) | На карте                       |
| -- | ---------------- | ------------------------ | ----------------- | ---------------------------------------------- | ------------------------------ |
| 1  | Пакарайма        | Pacaraima                | город             | 4 514 (7)                                      | 4°28′51″ с. ш. 61°08′29″ з. д. |
| 2  | Контан           | Contão                   | индейская деревня | 797 (19)                                       | 4°09′46″ с. ш. 60°31′54″ з. д. |
| 3  | Бока-да-Мата     | Boca da Mata             | индейская деревня | 378 (46)                                       | 4°20′57″ с. ш. 61°08′36″ з. д. |
| 4  | Суруму           | Surumu                   | индейская деревня | 323 (53)                                       | 4°11′39″ с. ш. 60°47′27″ з. д. |
| 5  | Такси            | Táxi I                   | индейская деревня | 249 (63)                                       | 4°14′22″ с. ш. 60°38′31″ з. д. |
| 6  | Мату-Гроссу      | Mato Grosso              | индейская деревня | 209 (70)                                       | 4°34′14″ с. ш. 60°54′07″ з. д. |
| 7  | Бананал          | Bananal                  | индейская деревня | 174 (81)                                       | 4°25′44″ с. ш. 61°13′11″ з. д. |
| 8  | Сорокайма        | Sorocaima                | индейская деревня | 123 (93)                                       | 4°25′10″ с. ш. 61°09′30″ з. д. |
| 9  | Сан-Жоржи        | São Jorge                | индейская деревня | 109 (100)                                      | 4°08′33″ с. ш. 60°45′59″ з. д. |
| 10 | Санта-Роза       | Santa Rosa               | индейская деревня | 106 (103)                                      | 4°14′49″ с. ш. 61°09′28″ з. д. |

## Статистика
- Валовой внутренний продукт на 2003 составляет 35.153.840,00 реалов (данные: Бразильский институт географии и статистики).
- Валовой внутренний продукт на душу населения на 2003 составляет 4.523,14 реалов (данные: Бразильский институт географии и статистики).
- Индекс развития человеческого потенциала на 2000 составляет 0,718 (данные: Программа развития ООН).